# Gyula Toki Horváth
Gyula Toki Horváth [ˈɟulɒ ˈtoki ˌhoɾvaːt] (* 17. September 1920 in Kaposvár Königreich Ungarn; † 13. Oktober 1971 in München) war ein ungarischer Roma-Geiger.

## Biografie
Bereits als Kind erlernte er das Geigespielen und war im Alter von fünf Jahren der zweite Prímás in einer Kapelle in seiner Geburtsstadt. Im Herbst 1931 wurde er Prímás des Rajkó-Orchesters in Budapest. Mit diesem Orchester trat er in den Jahren von 1935 bis 1938 in England, Deutschland und Frankreich auf. Weiterhin war er Mitglied des Orchesters 24-tagú kis cigányzenekar, mit dem er des Öfteren im ungarischen Radio zu hören war, so als Fünfzehnjähriger im März 1936.
Ab 1950 war er Prímás des städtischen Volksorchesters. Nach dem Tod von Imre Magyari († 1940) benannte sich Horváth auch mit dem Zusatz „König der Zigeuner“.
Mit seiner Gruppe tourte er in Europa wie auch in der Sowjetunion: „.. Im Jahr 1954 gab die Gruppe Konzerte im Tschaikowsky-Saal in Moskau, Kiew und anderen sowjetischen Städten ..“
Im Jahr 1956, zur Zeit des Ungarischen Volksaufstandes, der mit Niederschlagung und „Säuberungen“ endete, befand er sich in Wien auf einer westlichen Auslandstour und beschloss trotz der Gefahr von Repressalien gegen sich und seine Familie nicht mehr in sein Heimatland Ungarn zurückzukehren. Engagiert wurde die Gruppe für das ungarische Spezialitäten-Lokal „Piroschka“ im Westflügel des Münchner Haus der Kunst. Sie hatten weiter auch internationale Auftritte in Deutschland, Österreich, Frankreich, Belgien, Holland, Nordafrika und bis in die USA. Nach seinem Tod wurde er auf dem Ostfriedhof in München beigesetzt.

## Auszeichnungen
193? Auszeichnung als „Hofmusikant“ durch König Georg V. von England.
1954 Meister der Volkskunst, Ungarn.

## Alben, Musikaufzeichnungen (Auswahl)
- Szomorú a nyárfaerdő (ungarisch).[7]
- Megállok a keresztútnál (ungarisch).[8]
- Puszta Feuer, Gyula Toki-Horvath und Seine Zigeuner von Radio Budapest.[9]
- Puszta-Zauber, Gyula Toki-Horvath und Seine Zigeuner.[10]
- Toki Horvath – Ungarische Zigeunerkapelle mit dem Opernsänger Mihály Székely.[4]
- Zigeuner Leidenschaft[11]
- Ein Abend in Budapest[12]

## Münchner Aktivitäten (Auswahl)
- 1957 Mittelwelle München 7. Januar 1957 18:45 Toki Horvath mit s. Zigeunerkapelle.[13]
- 1957 Rundfunk UKW München 24. Januar 1957 21:30 Toki Horvath mit seiner Zigeunerkapelle.[14]
- 1957 Rundfunk UKW München 6. Februar 1957 21:30 Toki Horvath mit seiner Zigeunerkapelle.[15]
- 1957 Zeitungsmeldung zum Lokal „Piroschka“ im Haus der Kunst (München) und einer Fehlinformation des ungarischen Regimes.[16]
- 1958 1. Programm München 29. April 1958 10:55 Toki Horvath mit seiner Zigeunerkapelle.[17]
- 1961 1. Programm München 27. Mai 1958 19:05 Toki Horvath mit seiner Zigeunerkapelle.[18]
- 1961 Ferenc Puskás (Fussballstar, Real Madrid) .. traf bei seinem Besuch in München auch Zigeunerprimas Toki Horvath.[19]
- 1966 1. Programm München 30. September 1966 19:05 Toki Horvath mit seiner Zigeunerkapelle.[20]

## Musikalische Begleitung zu Film & TV etc.
- 12. Dezember 1956 Standkonzert für die Schauspielerin Ingrid Bergman in Paris.[21]
- 21. Dezember 1956 Premiere des Films Roter Mohn, Österreich.
- 31. Dezember 1966 Es funkeln die Sterne – Eine große Silvestershow (EA: 31. Dezember 1966 im ZDF), Deutschland.[22]